# Chamaerhodos altaica
Chamaerhodos altaica är en rosväxtart som först beskrevs av Laxm., och fick sitt nu gällande namn av Aleksandr Andrejevitj Bunge. Chamaerhodos altaica ingår i släktet Chamaerhodos och familjen rosväxter.

## Underarter
Arten delas in i följande underarter:
- C. a. mongolica
- C. a. acaulis
- C. a. orientalis
- C. a. alpestris